# Laholm
Laholm è una cittadina della Svezia meridionale, capoluogo della municipalità omonima; nel 2003 aveva una popolazione di 5 724 abitanti, su un'area di 4,07 km².